# マーティー・バレット
マーティー・バレット（Martin Glenn Barrett , 1958年6月23日 - ）は、MLBで活躍した野球選手。
内野手（二塁手）で、主にボストン・レッドソックスで活躍。右投右打。アメリカ合衆国・カリフォルニア州アルカディア出身。
弟のトム・バレットもフィラデルフィア・フィリーズとボストン・レッドソックスでプレイした二塁手。

## 人物・来歴
アリゾナ州立大学を卒業し、ボストン・レッドソックスに入団。
マイナーでのプレイを経て1982年終盤にメジャー昇格し、同年9月6日にメジャーデビュー。
この年は8試合の出場。1983年も33試合の出場にとどまったが、1984年にレギュラーに定着。
139試合の出場で打率.303、3本塁打、45打点の成績を残した。1985年にも156試合に出場。
通算18本塁打と長打力はなく、盗塁も最高15（通算57）で俊足というわけではないが、二番打者として活躍。
三振は少なく、通算3,378打数でわずか209三振であった。
1986年～1988年は3年連続で犠打（送りバント）はア・リーグ1位であった。（それぞれ18個、22個、20個。）
ゴールドグラブ賞こそ、当時はフランク・ホワイト（ロイヤルズ）、ルー・ウィテカー（タイガース）らの名手に阻まれたが、守備力も平均以上であった。
1986年には自己最多の158試合に出場。安打179、打率.286、本塁打4、打点60、盗塁15の活躍でチームの地区優勝に貢献。
ア・リーグチャンピオンシップシリーズ（対カリフォルニア・エンゼルス）では24打数14安打の大活躍でワールドシリーズ進出に貢献。
このシリーズのMVPに選ばれた。
14安打はア・リーグ、ナ・リーグを問わず、現在でもチャンピオンシップシリーズの最多記録である。
ニューヨーク・メッツとのワールドシリーズでも30打数13安打（打率.433）を記録。
もしチームが勝っていたら、ここでもMVPに選ばれた可能性があったが、3勝3敗で迎えた第7戦、5-8とリードされて9回2死で打席に入り、ジェシー・オロスコに三振に打ち取られ、最後の打者となった。
その後も、1987年に137試合、1988年に150試合に出場し、1980年代を通じてレッドソックスでもっとも多く先発・二塁で起用された選手となった。
しかし、1989年6月4日の試合（守備）中、一塁ベースのカバーに入ってつまずき、膝を故障。
以後は正二塁手の座を失い、1990年限りでレッドソックスを解雇。
1991年にはサンディエゴ・パドレスに移籍するが、わずか12試合の出場で5月に解雇され、そのまま現役を引退した。
引退後、膝の故障に診察ミスがあり、バレットの同意なしに治療を行って失敗したことで選手生命が縮んだとしてレッドソックスの当時のオーナーとチームドクターを相手に訴訟を起こす。
勝訴し、170万ドルの賠償金を得た。

## エピソード
マイナー(レッドソックス傘下AAA級ポータケット・レッドソックス)時代の1981年4月18日のロチェスター・レッドウイングス（当時ボルチモア・オリオールズ傘下）戦は延長戦となり、延長32回となった翌4月19日（イースター）午前4時9分にサスペンデッドゲームとなった。この時点で残っていた観客は19人。試合は6月23日に再開され、延長33回、8時間25分というアメリカのマイナー・独立リーグを含むプロ野球の記録となった。この試合には途中から出場。この試合、ポータケットからはウェイド・ボッグス、リッチ・ゲドマン、ブルース・ハースト、ボブ・オヘーダ（勝利投手）が出場。ロチェスターからもカル・リプケン・ジュニア（最多タイの15打席に立つ）が出場していた。

## 詳細情報

### 年度別打撃成績
| 年 度     | 球 団     | 試 合 | 打 席 | 打 数 | 得 点 | 安 打 | 二 塁 打 | 三 塁 打 | 本 塁 打 | 塁 打 | 打 点 | 盗 塁 | 盗 塁 死 | 犠 打 | 犠 飛 | 四 球 | 敬 遠 | 死 球 | 三 振 | 併 殺 打 | 打 率 | 出 塁 率 | 長 打 率 | O P S |
| --------- | --------- | ----- | ----- | ----- | ----- | ----- | -------- | -------- | -------- | ----- | ----- | ----- | -------- | ----- | ----- | ----- | ----- | ----- | ----- | -------- | ----- | -------- | -------- | ----- |
| 1982      | BOS       | 8     | 18    | 18    | 0     | 1     | 0        | 0        | 0        | 1     | 0     | 0     | 0        | 0     | 0     | 0     | 0     | 0     | 1     | 1        | .056  | .056     | .056     | .111  |
| 1983      | BOS       | 33    | 48    | 44    | 7     | 10    | 1        | 1        | 0        | 13    | 2     | 0     | 0        | 0     | 1     | 3     | 0     | 0     | 1     | 1        | .227  | .271     | .295     | .566  |
| 1984      | BOS       | 139   | 526   | 475   | 56    | 144   | 23       | 3        | 3        | 182   | 45    | 5     | 3        | 4     | 4     | 42    | 2     | 1     | 25    | 9        | .303  | .358     | .383     | .741  |
| 1985      | BOS       | 156   | 608   | 534   | 59    | 142   | 26       | 0        | 5        | 183   | 56    | 7     | 5        | 12    | 4     | 56    | 3     | 2     | 50    | 14       | .266  | .336     | .343     | .678  |
| 1986      | BOS       | 158   | 713   | 625   | 94    | 179   | 39       | 4        | 4        | 238   | 60    | 15    | 7        | 18    | 4     | 65    | 0     | 1     | 31    | 13       | .286  | .353     | .381     | .733  |
| 1987      | BOS       | 137   | 638   | 559   | 72    | 164   | 23       | 0        | 3        | 196   | 43    | 15    | 2        | 22    | 5     | 51    | 0     | 1     | 38    | 11       | .293  | .351     | .351     | .701  |
| 1988      | BOS       | 150   | 687   | 612   | 83    | 173   | 28       | 1        | 1        | 206   | 65    | 7     | 3        | 20    | 8     | 40    | 1     | 7     | 35    | 16       | .283  | .330     | .337     | .666  |
| 1989      | BOS       | 86    | 390   | 336   | 31    | 86    | 18       | 0        | 1        | 107   | 27    | 4     | 1        | 15    | 5     | 32    | 0     | 2     | 12    | 12       | .256  | .320     | .318     | .638  |
| 1990      | BOS       | 62    | 188   | 159   | 15    | 36    | 4        | 0        | 0        | 40    | 13    | 4     | 0        | 11    | 2     | 15    | 1     | 1     | 13    | 4        | .226  | .294     | .252     | .545  |
| 1991      | SD        | 12    | 17    | 16    | 1     | 3     | 1        | 0        | 1        | 7     | 3     | 0     | 0        | 0     | 0     | 0     | 0     | 1     | 3     | 0        | .188  | .235     | .438     | .673  |
| MLB：10年 | MLB：10年 | 941   | 3833  | 3378  | 418   | 938   | 163      | 9        | 18       | 1173  | 314   | 57    | 21       | 102   | 33    | 304   | 7     | 16    | 209   | 81       | .278  | .337     | .347     | .684  |

- 各年度の太字はリーグ最高

### 受賞歴・記録
- リーグチャンピオンシップシリーズMVP（1986年）